# José Vianna da Motta
Pour les articles homonymes, voir Vianna et Motta.
José Vianna da Motta (parfois appelé Viana da Mota), né le 22 avril 1868 à São Tomé et mort le 1er juin 1948 à Lisbonne, est un  pianiste, enseignant, et compositeur portugais. Il a été un des derniers élèves de Franz Liszt. Le concours Vianna da Motta International Music Competition a été créé en 1957 en son honneur.

## Biographie
José Vianna da Motta est né dans l'île de São Tomé, à cette époque territoire portugais où son père, grand amateur de musique, avait ouvert une pharmacie. Revenu avec sa famille au Portugal, à Colares, près de Sintra, il a montré des dons inhabituels pour la musique, aussi bien pour jouer du piano que pour composer des œuvres pour cet instrument.
À quatorze ans, il achève ses études au Conservatoire de Lisbonne et cette même année (1882) part pour Berlin. Ses études sont financées par le roi Ferdinand II de Portugal et par la 
comtesse de Edla. Il a pris des leçons de Xaver Scharwenka (piano) et de Philipp Scharwenka (composition) avant d'aller étudier auprès de Franz Liszt à Weimar en 1885 et de Hans von Bülow deux ans plus tard. 
Il a élu résidence à Berlin. Les années suivantes, il a entrepris de nombreuses tournées de concert parcourant la planète. Lors du déclenchement de la Première Guerre mondiale, il s'est fixé à Genève où il a été nommé professeur de virtuosité à l'École supérieure de musique.
En 1917, il est revenu au Portugal, où ses activités ont été multiples.
- Il a fondé la Société des Concerts, dont il a été le premier directeur artistique, en 1917.
- Il a occupé le poste de directeur du Conservatoire de Lisbonne entre 1918 et 1938.
- Il a été Directeur musical de l'Orchestre Symphonique de Lisbonne entre 1918 et 1920.
- En 1919, il a réformé l'enseignement de la musique avec la collaboration de Luís de Freitas Branco, modernisant les programmes et les méthodes pédagogiques.
- Il a publié assidûment des articles sur la technique et l'interprétation pianistique, ainsi que des études sur la musique de Wagner et de Liszt.
- Il a exercé la critique musicale et a publié des articles dans des revues spécialisées allemandes et portugaises.

Il s'est particulièrement consacré à la musique de J. S. Bach et de Beethoven - jouant l'intégralité des 32 sonates pour piano dans une série de concerts à Lisbonne en 1927. Dans ses récitals, il a aussi inclus des compositeurs moins connus, jouant, par exemple, des œuvres de Charles-Valentin Alkan au Wigmore Hall à Londres en 1903. Il a aussi réalisé des transcriptions de pièces avec pédalier d'Alkan en versions pour deux mains.
Vianna da Motta était très proche de son ami virtuose Ferruccio Busoni, et a rédigé les programmes pour une série de concerts de Busoni à Berlin.
Vianna da Motta a aussi été un compositeur écrivant aussi bien des œuvres pour orchestre (dont une symphonie) que des pièces pour le piano. Le 25 octobre 1906, Motta a enregistré dix rouleaux de piano pour Welte-Mignon (en) comprenant trois de ses compositions. Il a été Directeur du Conservatoire de Lisbonne (pt) de 1919 à 1938. Parmi ses élèves, on trouve le pianiste Sequeira Costa, le musicologue João de Freitas Branco, le compositeur Fernando Lopes-Graça.
Il décède à Lisbonne en 1948, âgé de 80 ans.

## Distinctions
- Grand-croix de l'ordre de Sant'Iago de l'Épée

## Écrits
- Nachtrag zu Studiem bei Hans von Büllow von Theodor Peiffer, Berlin, 1896 ; il en existe une traduction en anglais
- Pensamentos extraídos das obras de Luís de Camões, Porto, Renascença Portuguesa, 1919 ;
- Vida de Liszt, Porto, Edições Lopes da Silva, 1945 ;
- Música e músicos alemães, 2 volumes, Coimbra, Coimbra Editora, 1947.

## Compositions

### Piano

#### Piano solo
- Barcarola, op. 1
- Fantasiestücke, op. 2
- Trois Scenas Portugezas, op. 9 :
  1. Cantiga d’Amor
  2. Chula
  3. Valsa Caprichosa
- Vito, op. 11
- Adeus, minha terra, op. 15
- Ballada, op. 16
- Barcarola no 2, op. 17
- Trois Improvisos, op. 18
- Sonate pour Piano en ut majeur
- Cenas portuguesas
- Invocation of the Lusiads pour piano solo
- Romance
- Deux Romances
- Dramatic Fantasy
- Five Portuguese Rhapsodies
- Waltz
- Serenada
- Capriccio
- Meditação

### Musique de chambre

#### Violon et piano
- Sonate pour violon et piano

#### Trio avec piano
- Trio avec piano

#### Quatuor à cordes
- Quatuor à cordes en ut mineur
- Quatuor à cordes
- Andante pour Quatuor à cordes
- Variações pour Quatuor à cordes
- Cenas nas Montanhas pour Quatuor à cordes

#### Autres
- Sonate pour violon (avec Piano à quatre mains)

### Orchestre

#### Symphonies
- Symphonie « A Pátria », op. 13

#### Poèmes symphoniques
- Dona Inês de Castro Overture
- Die Lusiaden pour Orchestre et Chœur

#### Piano et orchestre
- Concerto pour piano en la mineur
- Fantasia Dramatica pour Piano et Orchestre

### Musique chorale
- Os Lusiadas’ for Piano and Chœur
- Ave Maria for Chœur de femmes et orchestre à cordes

### Lieder
- Das Bächlein
- Frühlingsregen
- Sonntag
- Wiegenlied
- Geffunden
- Gute Nacht
- Im Volkston
- Die Jungfrau im Walde
- In der dämmerung
- Erfüllung
- Umflort, Gehüllt in trauern
- Johannistag
- Das Lied von Falkensteiner
- Eine Briefelein
- Monikas Traum
- A Estrela
- Cancão Perdida